# Охочее (Полтавская область)
Охочее (укр. Охоче) — село,
Чутовский поселковый совет,
Чутовский район,
Полтавская область,
Украина.
Код КОАТУУ — 5325455109. Население по переписи 2001 года составляло 51 человек.

## Географическое положение
Село Охочее находится на расстоянии в 2 км от сёл Юнаки и Павловщина (Карловский район).
По селу протекает пересыхающий ручей с запрудой.